# کاتلین برنان
کاتلین برنان (انگلیسی: Kathleen Brennan؛ زادهٔ ۱ ژانویه ۲۰۰۰) یک نقاش اهل ایالات متحده آمریکا است.